# Poa androgyna
Poa androgyna là một loài cỏ trong họ hòa thảo, thuộc chi poa.